# 항미생물제
항미생물제(抗微生物劑, 영어: antimicrobial, 항균제)는 미생물을 죽이거나(살미생물제(microbicide, 살균제)) 생장을 멈추게 하는 물질(정균제)이다. 항미생물제는 주로 작용하는 미생물에 따라 분류할 수 있다. 예를 들어 항생제는 세균에 사용되며, 항진균제는 균류에 사용된다. 항균제는 기능에 따라 분류할 수도 있다. 미생물을 죽이는 물질을 살균제라고 하며, 단순히 생장을 억제하는 물질은 정균제라고 한다. 감염을 치료하기 위해 항균제를 사용하는 것은 항균 화학요법으로 알려져 있으며, 감염을 예방하기 위해 항균제를 사용하는 것은 항균 예방으로 알려져 있다.

## 역사
항균제 사용은 적어도 2000년 동안 일반적인 관행이었다. 고대 이집트인과 고대 그리스인들은 감염을 치료하기 위해 특정 곰팡이와 식물 추출물을 사용했다.
19세기에 루이 파스퇴르와 쥘 프랑수아 주베르(Jules Francois Joubert) 같은 미생물학자들은 일부 박테리아 사이의 길항작용을 관찰하고 의학에서 이러한 상호작용을 제어하는 이점에 대해 논의했다. 발효와 자연 발생에 관한 루이 파스퇴르의 연구는 혐기성 박테리아와 호기성 박테리아를 구별하는 결과를 가져왔다. 파스퇴르가 수집한 정보를 바탕으로 조셉 리스터(Joseph Lister)는 수술 도구 소독 및 상처 제거와 같은 소독 방법을 수술 절차에 통합했다. 이러한 방부 기술의 시행으로 수술 절차와 관련된 감염 수와 그에 따른 사망 수가 크게 감소했다. 루이 파스퇴르의 미생물학 연구는 탄저병이나 광견병과 같이 생명을 위협하는 질병에 대한 많은 백신 개발로도 이어졌다. 1928년 9월 3일, 알렉산더 플레밍은 휴가에서 돌아와 포도상구균(Staphylococcus)으로 가득 찬 페트리 접시가 항균균인 페니실리움 루벤스(Penicillium rubens)에 의해 군집으로 분리되는 것을 발견했다. 플레밍과 그의 동료들은 항균제를 분리하는 데 어려움을 겪었지만 1929년 영국 실험 병리학 저널(British Journal of Experimental Pathology)에서 그 치료 잠재력을 언급했다. 1942년 하워드 플로리(Howard Florey), 에른스트 체인(Ernst Chain), 에드워드 아브라함(Edward Abraham)은 플레밍의 연구를 사용하여 의약용 페니실린을 정제하고 추출하여 1945년 노벨 의학상을 받았다.

## 같이 보기
- 항생제
- 항진균제
- 항바이러스제
- 살균제
- 공통 기원